# 贡萨洛·萨希-贝拉
贡萨洛·萨希-贝拉（西班牙語：Gonzalo Sagi-Vela，1950年2月25日—），司职小前锋，西班牙前男子篮球运动员。他曾代表西班牙国家队参加1972年夏季奥林匹克运动会篮球比赛，获得第十一名。